# Andréa Lopes
Andréa Lopes (Rio de Janeiro, 1º de dezembro de 1973) é uma surfista brasileira. Atualmente, além de treinar diariamente, trabalha como treinadora de surfe, palestrante motivacional e comentarista. Empreendedora, é criadora da primeira escola de surfe gerida por uma mulher no Rio de Janeiro, a Andrea Lopes Surf School.
Tetracampeã brasileira profissional (1999, 2000, 2001, 2003 e 2006), foi a primeira brasileira a ingressar no circuito mundial, em 1991, e a primeira brasileira a vencer uma etapa na WCT, atual WSL. Também é a única wild card do mundo a vencer uma etapa mundial até hoje.
Andréa, aos 20 anos, sofreu de anorexia nervosa, resultante de uma rígida dieta voltada para as competições. A surfista chegou a pesar 38 quilos e ficou um ano sem participar de competições, orientada pelos pais e treinadores. Recuperou-se com terapia e muita força força de vontade para depois engatar a melhor fase de sua carreira. Hoje, conta sua história de superação em sua Palestra M.A.R (Meta. Atitude. Resultado.) e realiza consultorias individuais com pessoas das mais variadas faixas etárias e sociais, incluindo empresários de alto padrão.
Em janeiro de 2007 foi capa da Playboy brasileira.

## Principais títulos
- Pentacampeã brasileira amadora
- Tetracampeã brasileira profissional (99, 2001, 2002 e 2006)
- Campeã pan-americana (1999)
- Vice-campeã mundial master (2013)